# Juan Martínez Sepúlveda
Juan Martínez Sepúlveda (Concepción, 25 de septiembre de 1943-9 de mayo de 2025) fue un técnico en refrigeración  y político chileno, miembro del Partido Socialista (PS). Entre 1990 y 1994 fue diputado por el distrito N.° 45 de la Región del Biobío.

## Biografía
Nació en Concepción (Chile), el 25 de septiembre de 1943.
Casado con Nilda Parra Barrientos, tuvo tres hijos.
Los estudios secundarios los realizó en el Liceo Enrique Molina Garmendia y los superiores en la Escuela de Historia y Geografía de la Universidad de Concepción. Posteriormente, cursó la carrera de técnico en refrigeración industrial en el Instituto Nacional de Capacitación (INACAP)
En el ámbito privado fue empresario de la locomoción colectiva.

## Trayectoria política
Inició sus actividades políticas en 1966 al ingresar al Partido Socialista de Chile (PS). En 1970, durante la campaña presidencial de Salvador Allende, se desempeñó en la Secretaría del Frente de Masas del Comando Juvenil Provincial (CJP). Al año siguiente, fue secretario de la Organización del Comité Regional de Concepción.
Tras el Golpe Militar de 1973 fue nombrado dirigente regional [clandestino], 1976-1987; y Secretario regional de su partido en Concepción, 1982-1993. A partir de 1981, luego del XXIV Congreso de este conglomerado, asumió como miembro del Comité Central del mismo.
En Concepción ocupó los cargos de dirigente del Movimiento Democrático Popular (MDP) y de la Izquierda Unida Regional. Luego, participó como Coordinador del Comando por el NO de esta ciudad y es dirigente nacional y regional del Partido Amplio de Izquierda Socialista (PAIS)
En diciembre de 1989 resultó elegido diputado por el distrito N.° 45, correspondiente a las comunas de; Tomé, Penco, Florida, Hualqui, Coronel y Santa Juana (Región del Bío-Bío), para el período 1990-1994. Integró la Comisión Permanente de Recursos Naturales, Bienes Nacionales y Medio Ambiente; y la de Economía, Fomento y Desarrollo.
Fue elegido por el Partido Amplio de Izquierda Socialista (PAIS), al cual se le canceló su inscripción en el Registro de partidos políticos, con fecha 9 de mayo de 1990. Entonces reingresó al Partido Socialista (PS). 

## Historial electoral

### Elecciones parlamentarias de 1989
- Elecciones parlamentarias de 1989 a Diputado por el distrito 45 (Coronel, Florida, Hualqui, Penco, Santa Juana y Tomé)[2]